# 巴里·库珀 (音乐理论家)

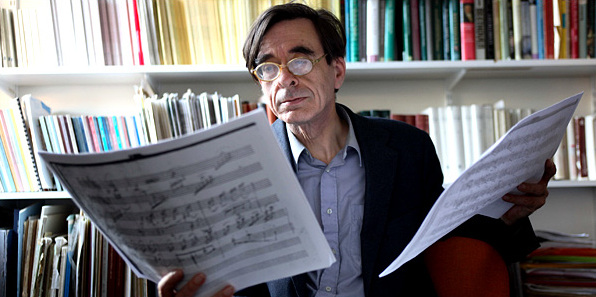
巴里·库珀

巴里·库珀（英语：Barry Cooper，1949年—）是英国音乐理论家、作曲家、风琴家、贝多芬学者和《贝多芬纲要》（Beethoven Compendium）的编辑。

## 生平
库珀出生于埃塞克斯郡的滨海韦斯特克利夫 ，童年时期学习钢琴及作曲，获得戈登斯托恩学校和牛津大学学院的奖学金，并随约翰·韦伯斯特学习风琴。他先后于1973年与1974年获得文学硕士及哲学博士。音乐作品包括清唱剧《升天》（The Ascension）。
库珀的代表作是其关于贝多芬的著作及完成贝多芬未完成的《第10号交响曲》而著称。他对贝多芬的手稿进行研究，并撰写《贝多芬和创作过程》（Beethoven and the Creative Process）一书。随后，库珀整理出《第十号交响曲》各个乐章，并将第一乐章的手稿组合成一个相对完整的乐章。 威恩·莫里斯指挥伦敦交响乐团录制了该乐章。 在此之后，库珀进行了修改，并由沃尔特·韦勒指挥的皇家利物浦爱乐乐团于1988年公开首演。这满足了贝多芬对皇家爱乐乐团的关于《第十号交响曲》的承诺。
1974年-1990年，库珀在于阿伯丁大学任教， 在那里他开始对当地早期的印刷出版音乐以及18世纪英格兰的音乐理论产生兴趣。他还发现了少见的17世纪法国羽管键琴音乐，以及现在已知的最古老的卡农之一。
库珀发布了一个新的版本的贝多芬钢琴奏鸣曲于英国皇家音乐学院联合委员会，并为奏鸣曲写了随附的批评，指出对奏鸣曲所做的修改。
1990年始，库珀于曼彻斯特大学任教，后成为音乐教授。除了研究贝多芬手稿，他还教授西方音乐史、编辑、文献学、和声及对位。